# ين مجن
ين مجن (Yun Mi-jin) هي لاعبة أولمبية لرياضة نبالة من كوريا الجنوبية. شاركت في الأولمبياد الصيفي في 2000–2004، وفازت بما مجموعه 3 ميداليات.

## الميداليات
| ذهب | فضة | برونز | المجموع |
| 3   | 0   | 0     | 3       |

## روابط خارجية
- ين مجن على موقع الاتحاد الدولي للرماية بالسهام (الإنجليزية)
- ين مجن على موقع أوليمبيديا (الإنجليزية)